# Jennifer Guthrie
Jennifer Guthrie (Willimantic, 5 november 1969) is een Amerikaanse actrice.

## Biografie
Guthrie is geboren en getogen in Willimantic en heeft gestudeerd aan de Fox Lane High School in Bedford (New York).
Guthrie begon in 1989 met acteren in de film Adventures in Babysitting. Hierna heeft ze nog meerdere rollen gespeeld in films en televisieseries zoals Parker Lewis Can't Lose (1991-1993), Beverly Hills, 90210 (1993) en Sex and the City (1998). In 1998 speelde ze haar laatste rol en wat ze hierna gedaan heeft is niet bekend.

## Filmografie

### Films
- 1996 The Colony – als Molly Lanford
- 1994 Justice in a Small Town – als Beth Tyler
- 1991 Pink Lightning – als Sharon
- 1989 Adventures in Babysitting – als Chris Parker

### Televisieseries
Uitgezonderd eenmalige gastrollen.
- 1991 – 1993 Parker Lewis Can't Lose – als Annie Sloan – 26 afl.
- 1990 – 1991 General Hospital – als Dawn Winthrop - 25 afl.